# Авволово
Авволово  (фин. Auvola) — упразднённая в 1954 году деревня на территории Агалатовского сельского поселения Всеволожского района Ленинградской области.

## История
Впервые упоминается в Писцовой книге Водской пятины 1500 года как три смежных деревни Аввала в Воздвиженском Корбосельском погосте: Аввала, Аввала ж на реце на Авале и Авала ж. 
Первые картографические упоминания деревни — селение Avola на шведской «Карте Ингерманландии: Ивангорода, Яма, Копорья, Нотеборга» 1676 года
и шведской карте Нотебургского лена, начерченной с оригинала первой трети XVII века в 1699 году.
В 1838 году деревня Авволово упоминается как часть мызы Вартямяки:

Вартемяки — мыза принадлежит графам церемониймейстеру Андрею и штабс-ротмистру Григорию Шуваловым, состоящая из деревень:

а) Нижние Станки — жителей по ревизии 57 м. п., 55 ж. п.

б) Верхние Станки — жителей по ревизии 112 м. п., 121 ж. п.

в) Строилова — жителей по ревизии 121 м. п., 129 ж. п.

г) Саржелки — жителей по ревизии 54 м. п., 57 ж. п.

д) Агалатова — жителей по ревизии 181 м. п., 184 ж. п.

е) Калголова — жителей по ревизии 227 м. п., 263 ж. п.

ж) АВВОЛОВО — жителей по ревизии 29 м. п., 30 ж. п.

з) Рохма — жителей по ревизии 51 м. п., 70 ж. п.

и) Киссолова — жителей по ревизии 19 м. п., 26 ж. п.

й) Вартемяки — жителей по ревизии 42 м. п., 57 ж. п.

В пояснительном тексте к этнографической карте Санкт-Петербургской губернии П. И. Кёппена 1849 года она записана как деревня Auwola (Авволово), а также указано количество её жителей на 1848 год: эвремейсов — 32 м. п., 29 ж. п., всего 61 человек. Деревня входила в лютеранский приход Токсова.

АВВОЛОВА — деревня гр. Шувалова по просёлочной дороге, 5 дворов, 14 душ м. п. (1856 год)

Согласно данным «Топографической карты частей Санкт-Петербургской и Выборгской губерний» 1863 года деревня называлась Валволова.

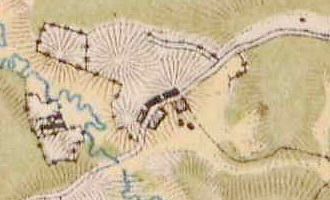
План деревни Авволово. 1885 год

АВВОЛОВО — деревня графа Шувалова. Число душ крепостных людей мужского пола: крестьян — 15, дворовых — нет. Число дворов или отдельных усадеб — 8. Земли состоящей в пользовании крестьян (в десятинах): усадебной — 3,12, на душу — 0,20; пахотной: всего — 12,42, на душу — 0,82; сенокосы: 313,48; выгоны: 32,46; кустарник: 74,96; всего удобной — 76,56, на душу — 5,30. (1860 год)

АВВОЛОВО (ВАЛВОЛОВА) — деревня владельческая, при реке Пиполовке; 8 дворов, жителей 19 м. п., 29 ж. п. (1862 год)

В 1896 году деревня упоминается в «Списках населённых мест»:

АВВОЛОВО — деревня, на земле Калголовского сельского общества, при Куйвозовской земской дороге, при р. Пипполовке 7 дворов, 20 м. п., 24 ж. п. — всего 44 чел. (1896 год)

В конце XIX — начале XX века деревня административно относилась к Вартемякской волости 4-го стана Санкт-Петербургского уезда Санкт-Петербургской губернии, которая объединяла 10 селений, всего в них насчитывалось 1051 ревизских мужских душ. По приходским данным население деревни было исключительно финским.

АВВОЛОВО (ВАЛВОЛОВА) — селение Вартемякской волости, 3-го земского участка, 7 домохозяйств, наличных душ: 16 м. п., 20 ж. п., земли пахотной — 49, леса — 11, итого: 60 десятин. (1905 год)

С 1917 по 1924 год деревня Авволово входила в состав Кавголовского сельсовета Вартемягской волости Петроградского уезда.
С 1924 года в составе Парголовской волости.
В 1926 году был организован Кавголовский (Калголовский) финский национальный сельсовет, население которого составляли: финны — 729, русские — 72, другие нац. меньшинства — нет. Согласно данным переписи населения СССР 1926 года :

АВВОЛОВО — деревня Калголовского сельсовета Парголовской волости, 16 хозяйств, 81 душа.

Из них: русских — 1 хозяйство, 1 душа; финнов-ингерманландцев — 15 хозяйств, 80 душ (35 м. п, 45 ж. п.) (1926 год)

Жители деревни трудились в финском колхозе «Punainen kyntaja» («Пюхайнен Кунтеля», буквально «Красный пахарь») с центром в деревне Кавголово.
С 1927 года в составе Парголовского района.
С 1930 года в составе Куйвозовского финского национального района.
По административным данным 1933 года деревня входила в состав Калголовского сельсовета, который состоял из деревень: Калголово, Авволово, Раппулово и выселка Пахарь.
С 1936 года в составе Токсовского финского национального района. 
С 1938 года в составе Вартемягского сельсовета Парголовского района. С 1939 года — вновь в Кавголовском сельсовете.

АВВОЛОВО — деревня Кавголовского сельсовета Парголовского района, 72 чел. (1939 год)

Кавголовский финский национальный сельсовет был ликвидирован весной 1939 года. 

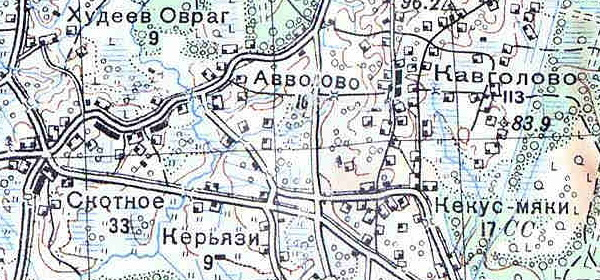
План деревни Авволово. 1939 год

Согласно топографической карте РККА 1939 года деревня насчитывала 16 дворов. 
До 1942 года — место компактного проживания ингерманландских финнов.
В 1950 году население деревни составляло 180 человек. В 1954 году — 19 человек.
В 1954 году деревня Авволово была «включена в деревню Скотное». Однако в справочнике административно-территориального деления Ленинградской области 1966 года деревня ещё учитывается как отдельный населённый пункт.
Согласно административным данным 1973 года деревня Авволово в составе Всеволожского района не значится.
В настоящее время в урочище Авволово на месте бывшей деревни находятся земли сельскохозяйственного назначения САОЗТ «Ручьи».

## География
Деревня находилась к северу от автодороги 41К-012 (Скотное — Приозерск), к востоку от деревни Скотное и реки Пипполовки.

## Авволово в литературе
Деревня Авволово несколько раз упоминается в книге Бориса Яковлевича Алексина «Необыкновенная жизнь обыкновенного человека. Книга 4. Том I», где описываются события времён Великой Отечественной войны, в частности упоминание деревни Авволово в основном относится к быту солдат: «…Так длилось до тех пор, пока медсанбат не развернулся в большом сосновом лесу около посёлка Авволово, который, по существу, уже был пригородом Ленинграда…», «…Необходимость в такой помывке была огромной: до этого медсанбат ходил в баню в начале сентября в Авволове, а на дворе уже стоял декабрь…».